# Centenario de la Constitución
Centenario de la Constitución är en ort i Mexiko.   Den ligger i kommunen Río Bravo och delstaten Tamaulipas, i den östra delen av landet, 700 km norr om huvudstaden Mexico City. Centenario de la Constitución ligger 17 meter över havet och antalet invånare är 298.
Terrängen runt Centenario de la Constitución är mycket platt. Runt Centenario de la Constitución är det ganska tätbefolkat, med 108 invånare per kvadratkilometer. Närmaste större samhälle är Cándido Aguilar, 7,8 km väster om Centenario de la Constitución. Trakten runt Centenario de la Constitución består till största delen av jordbruksmark.